# Jatra (wieś)
Jatra (biał. Ятра, ros. Ятра) – wieś na Białorusi, w obwodzie grodzieńskim, w rejonie nowogródzkim, w sielsowiecie Walówka.
Siedziba parafii prawosławnej; znajduje się tu cerkiew pw. Narodzenia Matki Bożej.
Dawniej wieś i folwark. W dwudziestoleciu międzywojennym leżała w Polsce, w województwie nowogródzkim, w powiecie nowogródzkim.